# Rhodoposoma rhodopinum
Rhodoposoma rhodopinum är en mångfotingart som först beskrevs av Pius Strasser 1966.  Rhodoposoma rhodopinum ingår i släktet Rhodoposoma och familjen Anthroleucosomatidae. Inga underarter finns listade i Catalogue of Life.